# NGC 5142
NGC 5142 (другие обозначения — UGC 8435, KCPG 373B, MCG 6-30-6, ZWG 189.66, MK 452, ZWG 190.7, KUG 1322+366A, PGC 46919) — линзообразная галактика (S0) в созвездии Гончие Псы.
В галактике наблюдается повышенное ультрафиолетовое излучение, и потому её относят к галактикам Маркаряна. Причиной является всплеск звездообразования из-за взаимодействия с соседними галактиками.
Этот объект входит в число перечисленных в оригинальной редакции «Нового общего каталога».